# Eclipta amabilis
Eclipta amabilis là một loài bọ cánh cứng thuộc họ Xén tóc. Loài này được Melzer mô tả năm 1934.